# Italmark
Italmark è una società a responsabilità limitata italiana con sede a Brescia che gestisce supermercati in Lombardia, in Veneto ed Emilia-Romagna.

## Storia
I supermercati Italmark nacquero nel 1965, grazie a Giuseppe Odolini e l'imprenditore Faustino Anselmi. Odolini aveva visto alla fine degli anni '50 l'arrivo dei supermercati in Italia, e Anselmi andava spesso a trovare le sorelle in America, che lavoravano come commesse in dei supermercati. Nacque nell'autunno di quell'anno il loro primo supermercato, l'Italfrutta, con sede a Brescia in via Sant'Eufemia. Solo nel 1966 aprirono i primi supermercati a nome Italmark. Nel 1967, i supermercati Italmark erano già otto in tutta la provincia di Brescia.
Negli anni '70, Italmark fu socio fondatore dei Supermercati Uniti Nazionali, o Gruppo SUN, un consorzio di supermercati che nel 2021 venne integrato al gruppo Selex. Sempre negli anni '70, aprì a Castenedolo il centro cash and carry ITALGROS. Negli anni '90, i supermercati Italmark iniziarono a diffondersi anche nelle province di Bergamo, Cremona e Mantova.   
Attualmente, Italmark conta 83 supermercati, tutti facenti parte del gruppo bresciano IF65, che controlla altri negozi come Family Market o Sportland.

## Punti vendita
Italmark conta 83 punti vendita nel Nord Italia: 81 in Lombardia, 1 in Veneto ed 1 in Emilia-Romagna.